# ژاپن در سال ۲۰۲۱
ژاپن در سال ۲۰۲۱ (انگلیسی: 2021 in Japan)
سال دوم دنیاگیری کووید-۱۹ در ژاپن بود که باعث شد اقتصاد ملی ژاپن وارد رکود شود. این رکود تا ۱ اکتبر ۲۰۲۱ (هنگامی که وضعیت اضطراری چهارم تمام شود) ادامه داشت. .
از نظر سیاسی، فومیو کیشیدا رسماً به عنوان نخست‌وزیر ژاپن در ۴ اکتبر ۲۰۲۱ پس از پیروزی در انتخابات رهبری حزب لیبرال دموکرات ژاپن (۲۰۲۱) انتخاب شد.

## مسئولان
- امپراتور ژاپن: ناروهیتو[۱]
- نخست‌وزیر ژاپن
  - یوشیهیده سوگا (حزب لیبرال دموکرات (ژاپن)) (تا ۴ اکتبر)
  - فومیو کیشیدا (لیبرال دموکرات) (شروع از ۴ اکتبر)[۲]
  - کاتسونوبو کاتو (لیبرال دموکرات) (تا ۴ اکتبر)
  - هیروکازو ماتسونو (لیبرال دموکرات) (شروع از ۴ اکتبر)
- رئیس دیوان عالی ژاپن: نائوتو اوتانی
- رئیس مجلس نمایندگان (ژاپن)
  - تاداموری اوشیما (لیبرال دموکرات) (تا ۱۴ اکتبر)
  - هیرویوکی هوسودا (لیبرال دموکرات) (شروع از ۱۰ نوامبر)
- رئیس مجلس شوراها (ژاپن): آکیکو سانتو (لیبرال دموکرات)

## رویدادها

### ژانویه
- ۱ ژانویه - امپراتور ژاپن ناروهیتو و نخست‌وزیر ژاپن یوشیهیده سوگا پیام سال نو ۲۰۲۱ را برای تحت کنترل درآوردن دنیاگیری کووید-۱۹ در ژاپن ارائه کردند و متعهد شدند. میزبانی بازی‌های المپیک تابستانی ۲۰۲۰ به تعویق افتاد.[۳][۴][۵][۶]
- ۲ ژانویه
  - فرمانداران توکیو و سه استان همجوار در نظر دارند وضعیت اضطراری دیگری را به دلیل احیای مجدد کووید-۱۹ اعلام کنند، وزیر احیای اقتصادی یاسوتوشی نیشیمورا که مسئول پاسخ به کووید-۱۹ است.[۷][۸]
  - مسن‌ترین فرد جهان، کانه تاناکا روز شنبه تولد ۱۱۸ سالگی خود را در جنوب غربی ژاپن جشن گرفت.[۹][۱۰]
  - نیکی ۲۲۵ در توکیو با کاهش ۰٫۴ درصدی به ۲۷۳۴۴٫۸۷ رسید، پس از اینکه نخست‌وزیر یوشیهیده سوگا اعلام کرد دولت در حال بررسی اعلام وضعیت اضطراری برای توکیو و سه استان اطراف آن به دلیل افزایش تعداد موارد ویروس است.[۱۱][۱۲]
  - دولت در نظر داشت وضعیت اضطراری سراسری را به دلیل احیای مجدد کووید-۱۹ اعلام کند، ساعت شمارش معکوس برای المپیک توکیو به تعویق افتاده ۲۰۰ روز باقی مانده است.[۱۳][۱۴]
- ۵ ژانویه
  - نخست‌وزیر یوشیهیده سوگا وضعیت اضطراری دیگری را در توکیو و سه استان مجاور به دلیل شیوع مجدد کووید-۱۹ در روز پنجشنبه اعلام می‌کند، در حالی که دولت بیش از ۴۹۰۰ مورد را گزارش کرده است.[۱۵][۱۶]
  - فروش خودروهای جدید در ژاپن در سال ۲۰۲۰ نسبت به سال قبل ۱۱٫۵ درصد در بحبوحه بیماری همه گیر کاهش یافت که بزرگ‌ترین سقوط در ۹ سال گذشته را رقم زد، داده‌های سازمان‌های صنعتی روز سه شنبه نشان داد در حالی که قیمت ماهی تن در توکیو ۲۰ میلیون ین در طول حراج سال نو بازار تویوسو کاهش یافته است.[۱۷][۱۸][۱۹][۲۰]
  - حزب دموکراتیک مشروطه ژاپن، حزب سوسیال دموکرات (ژاپن) و حزب کمونیست ژاپن آماده تشکیل یک ائتلاف صلح‌طلب بودند، علیرغم مخالفت با کابینه سوگا اعتراضات و شورش پس از هشدار دولت ژاپن در مورد قرنطینه ملی جدید در اتحادیه اروپا و بریتانیا.[۲۱][۲۲][۲۳]

### فوریه

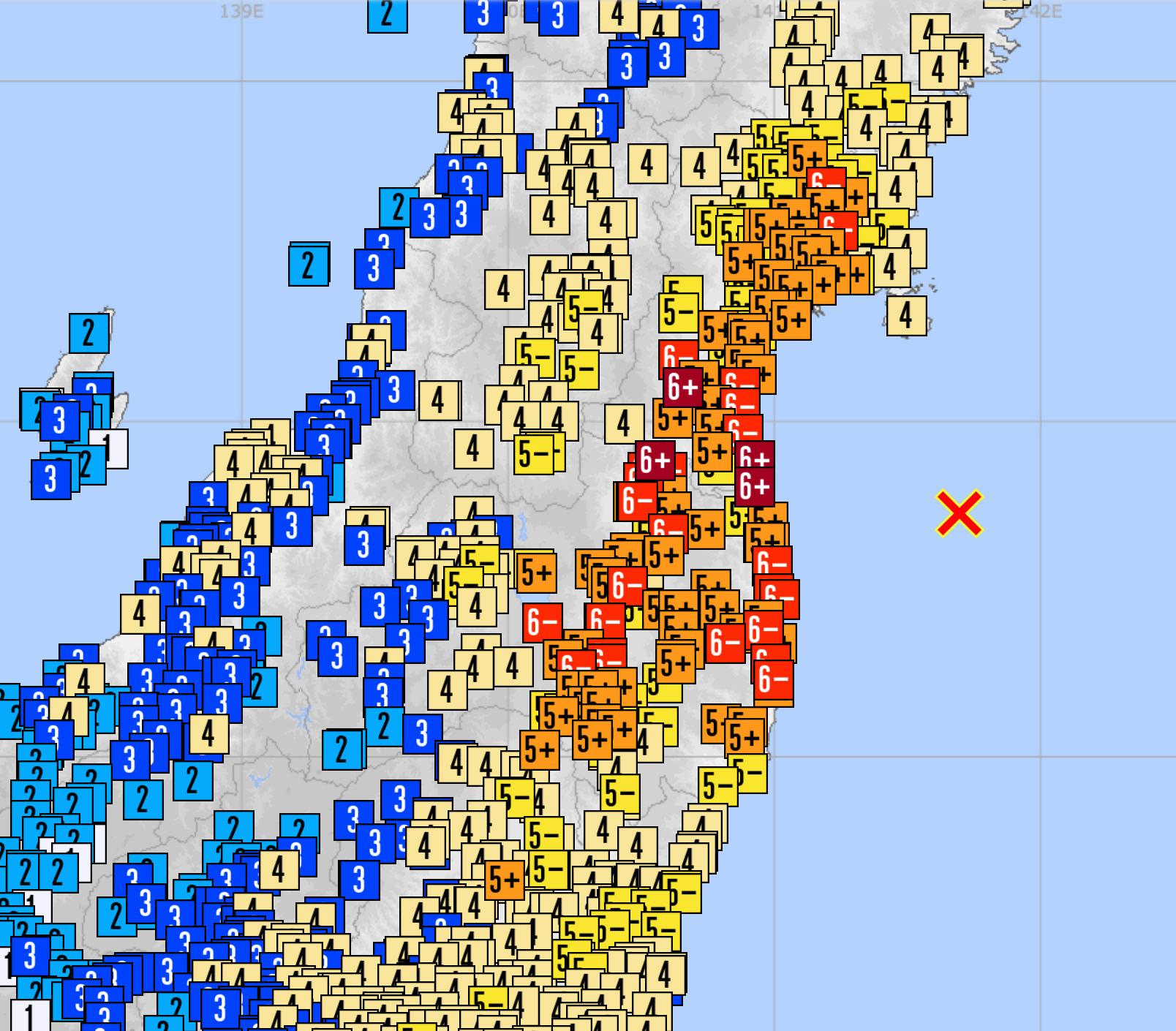
زمین‌لرزه فوکوشیما (۲۰۲۱)

- ۱۳ فوریه - زمین‌لرزه فوکوشیما (۲۰۲۱)

### مارس
- ۱۱ مارس – دهمین سالگرد زمین‌لرزه و سونامی ۲۰۱۱ توهوکو.
- ۲۰ مارس - زمین‌لرزه میاگی (۲۰۲۱)
- ۲۵ مارس - حمل مشعل بازی‌های المپیک تابستانی ۲۰۲۰ در استان فوکوشیما دوباره آغاز شد.

### آوریل
- ۱۳ آوریل - تصمیم برای  تخلیه آب رادیواکتیو نیروگاه هسته‌ای فوکوشیما به اقیانوس آرام در طول ۳۰ سال سرانجام با تصویب کابینه ژاپن مواجه شد.[۲۴]
- ۱۹ آوریل - Rockfish/ ممنوعیت صادرات ماهی در فوکوشیما اقتصاد ژاپن پس از شناسایی سزیم بیش از حد مجاز است، احتمالاً ناشی از  تخلیه آب رادیواکتیو نیروگاه هسته ای فوکوشیما این اولین ممنوعیت از زمان لغو ممنوعیت ماهی‌های فوکوشیما در فوریه ۲۰۲۰ است.[۲۵]

### مه
- ۱ مه، یک پیچند به خانه‌ها، ساختمان‌ها، نظرسنجی‌های خدمات شهری و مزارع چای در ماکینوهارا، شیزوئوکا، استان شیزوئوکا ضربه زد. بر اساس گزارش تأیید شده یک مقام دولتی محلی، سه نفر به‌طور جزئی مجروح و به ۱۰۲ خانه و ساختمان آسیب وارد شده است.
- ۲۷ مه، به گزارش رسمی گارد ساحلی ژاپن، یک کشتی حمل مواد شیمیایی «اولسان پیونر» و کشتی باری «بیاکّو» (ببر سفید) در  ja:Kurushima Strait, دریای جزیره ستو، استان اهیمه برخورد کردند. نه نفر نجات یافتند و سه نفر کشته شدند.

### ژوئیه
- ۳ ژوئیه؛ رانش زمین آتامی (۲۰۲۱)
- ۲۳ ژوئیه

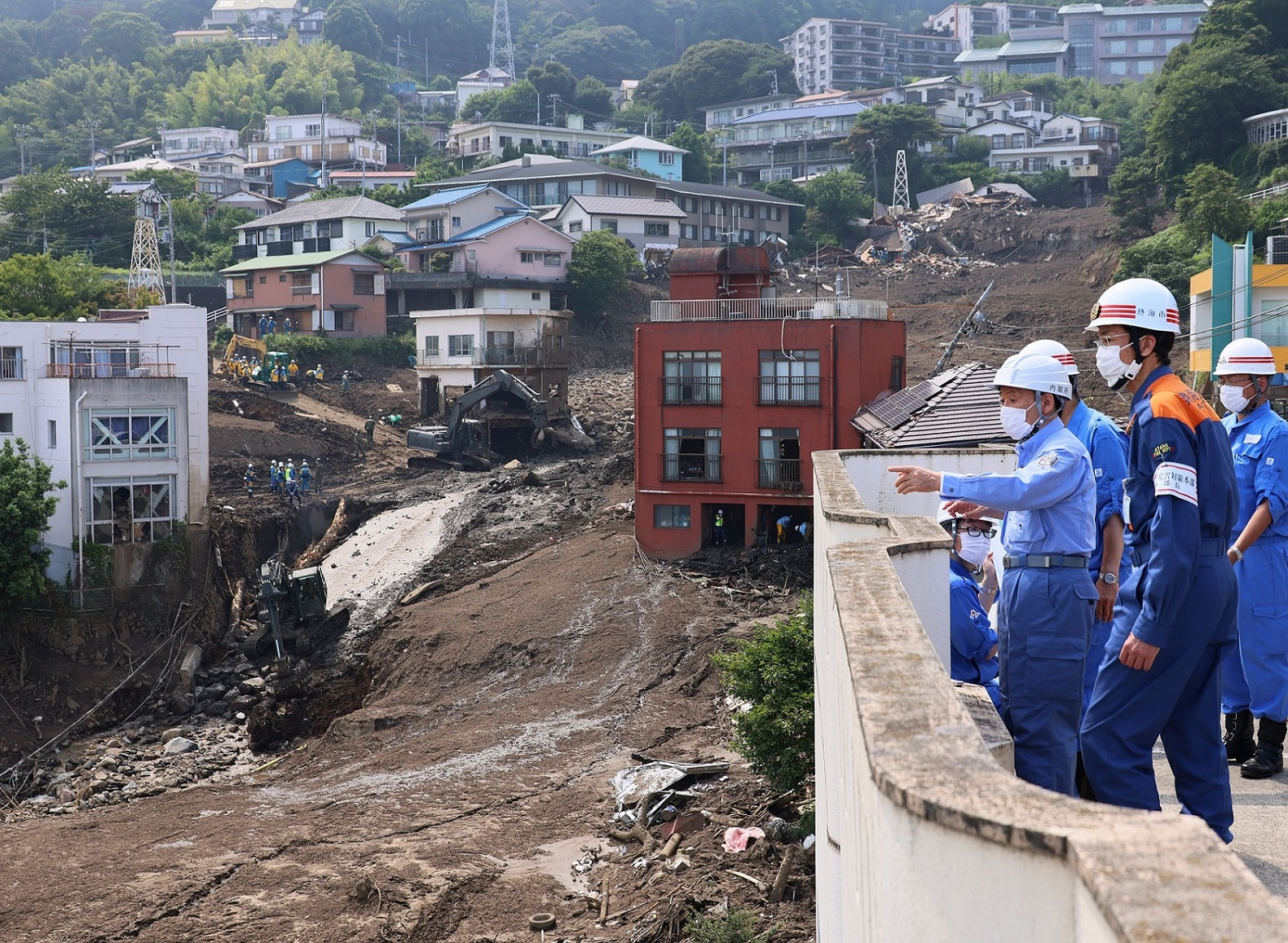
رانش زمین آتامی (۲۰۲۱)

  - بازی‌های المپیک تابستانی ۲۰۲۰: افتتاحیه المپیک تابستانی ۲۰ در ورزشگاه ملی ۲۰ ژاپن برگزار می‌شود.
  - جایزه نوبل فیزیک-برنده ژاپنی فیزیک نظری شیهید ماسکاوا در اثر سرطان دهان در سن ۸۱ سالگی درگذشت.

### اوت

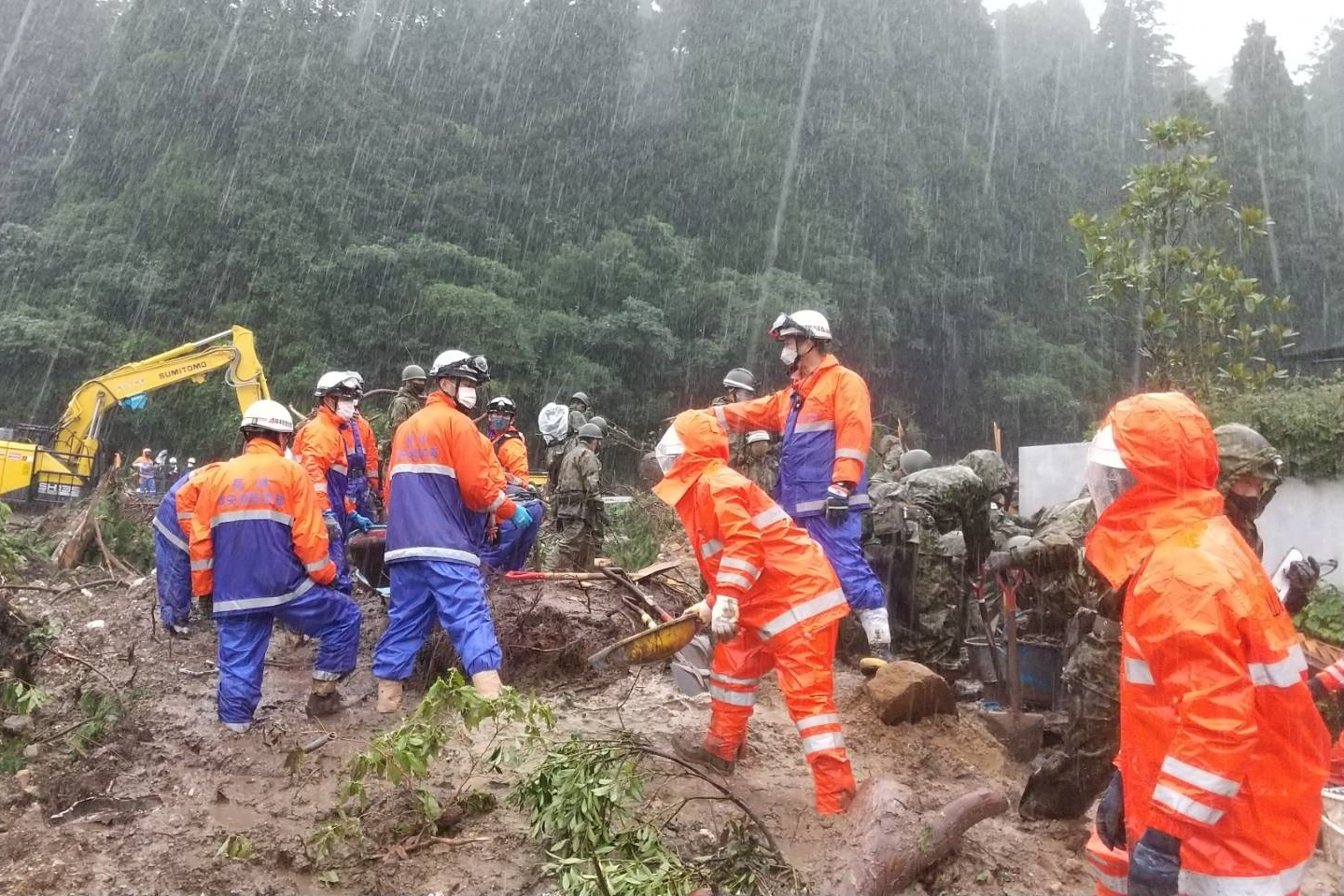
باران‌های شدید اوت

- ۶ اوت؛ به گزارش آژانس پلیس ملی (ژاپن)، یک مظنون سی و شش ساله با چاقو به مسافران حمله کرد در راه‌آهن شهری و حومه در شرکت راه‌آهن اوداکیو، ستاگایا-کو، توکیو، توکیو. وی در همان روز توسط پلیس محلی بازداشت و ۱۰ مسافر زخمی شدند. این یک حمله تروریستی محسوب می‌شود.
- ۱۱ تا ۱۹ اوت – سیل اوت ۲۰۲۱ ژاپن، باران سیل آسا و سیل ناگهانی به کیوشو رسید و باعث زمین‌لغزش شد. بر اساس گزارش تأیید شده رسمی ژاپن سازمان آتش‌نشانی و مدیریت بلایای طبیعی (ژاپن) به اطراف کیوشو، هونشو که منجر به ۱۳ کشته و ۱۷ زخمی شد.[۲۶]
- ۱۲ اوت؛ مشعل پارالمپیک تابستانی ۲۰۲۰ در سراسر کشور آغاز شد.
- ۱۳ اوت؛ بر اساس گزارش تأیید شده رسمی آژانس هواشناسی ژاپن، بزرگ‌ترین آتشفشان در فوکوتوکو-اوکانوبا، جزایر اوگاساوارا برخورد کرده است. به گفته کازوهیرو ایشیمورا، مدیر کل مؤسسه ملی صنایع و علوم پیشرفته ژاپن، کازوهیرو ایشیمورا، در ۲۳ اکتبر گفت، تخمین ارتفاع خاکستر آتشفشان ۱۶۰۰۰ تا ۱۹۰۰۰ متر (۵۲۴۹۳ تا ۶۲۳۳۵ فوت) و ۱۰۰ میلیون متر مکعب خاکستر، دومین حجم بزرگ فوران خاکستر در قلمرو تاریخ ژاپن است.
- ۲۴ اوت
  - عضو ارشد یاکوزا، ساتورو نومورا، برای دستور دادن به چهار حمله، که یکی از آنها مرگبار بود، در فوکوئوکا به اعدام محکوم شد. نومورا مشارکت در این جنایت‌ها را رد کرده است. این اولین بار است که یکی از اعضای ارشد یاکوزای ژاپن به اعدام محکوم می‌شود.
  - مراسم افتتاحیه بازی‌های پارالمپیک تابستانی ۲۰۲۰ در ورزشگاه ملی ژاپن برگزار می‌شود.

### سپتامبر
- ۱ سپتامبر – آژانس دیجیتال برای سرعت بخشیدن به دیجیتالی شدن خدمات دولتی راه‌اندازی شد.[۲۷]
- ۳ سپتامبر - نخست‌وزیر سوگا اعلام کرد که در انتخابات رهبری حزب لیبرال دموکرات ژاپن (۲۰۲۱) شرکت نخواهد کرد.
- ۲۶ سپتامبر و بر اساس گزارش تأیید شده آژانس هواشناسی ژاپن، ارتفاع ۵۴۰۰ متر (۱۷۷۰۰ فوت) فوران آتشفشانی در سووانوسه‌جیما، جزایر توکارا، استان کاگوشیما، جایی که بالاترین ارتفاع تاریخچه مشاهده است.
- ۲۹ سپتامبر و فومیو کیشیدا، وزیر امور خارجه یوشیهیده سوگا، نخست‌وزیر مستعفی، به عنوان رئیس‌جمهور جدید حزب لیبرال دموکرات (ژاپن) انتخاب شد و راه را برای او به عنوان رهبر بعدی ژاپن هموار کرد.[۲۸]
- ۳۰ سپتامبر و علیرغم کاهش موارد کووید-۱۹ دلتا، ژاپن چهارمین و آخرین وضعیت اضطراری را به عنوان کشوری پیش از مرحله بومی یک ماه و یک روز بعد لغو کرد.

### اکتبر
- ۱ اکتبر؛ ژاپن اولین کشوری است که در آینده به زندگی با فاز بومی کووید-۱۹ تبدیل می‌شود.
- به گزارش واکایاما (شهر) ماساهیرو اوبانا، یک پل لوله آبی موسوتا به‌طور ناگهانی در سراسر رودخانه کینو به شدت خراب شد و آسیب دید، که در آن ۱۳۸۰۰۰ نفر (۶۰۰۰۰ خانوار) در حال توقف آبرسانی تا امکان از سرگیری عملکرد آبرسانی قنات و ساکن تا دسامبر ۲۰۲۱ بودند.
- ۴ اکتبر – گان (ژاپن) نیز در ۳۱ اکتبر برگزار خواهد شد.[۲۹][۳۰]

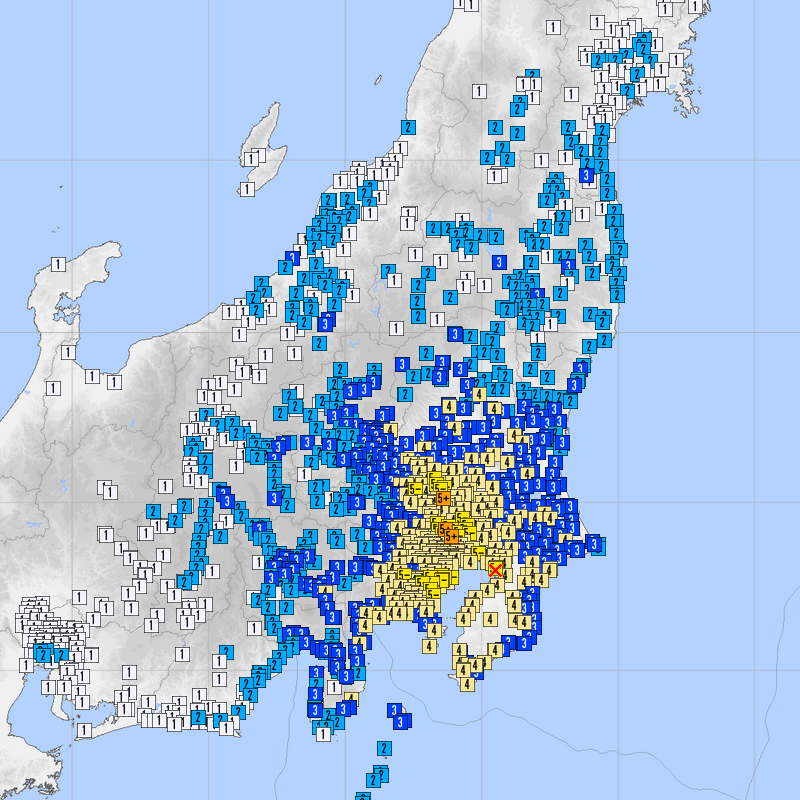
زلزله چیبا

زلزله چیبا ۲۰۲۱ ۷ اکتبر، طبق گزارش USGS، زلزله‌ای در مقیاس ۵٫۹ در حوالی منطقه کلان‌شهری توکیو، بر اساس گزارش رسمی تأیید شده، آژانس مدیریت آتش‌سوزی و بلایای ژاپن ۴۹ نفر مجروح شدند، به دلیل زمین لرزه شدید متوسط با مرکز در شمال غربی استان چیبا
- ۲۲ اکتبر، شاهدخت کومورو ماکو ژاپن آخرین تولد را به عنوان عضوی از خانواده امپراتوری قبل از ازدواج با یک فرد عادی جشن می‌گیرد.[۳۲]
  - براساس گزارش تأیید شده رسمی آژانس پلیس ملی ژاپن، یک جوان بیست و چهار ساله مظنون به حمله با چاقو به مسافران و آتش‌سوزی در حین دویدن به قطار شهری به مقصد هاچیئوجی، خط کیئو، چوفو، توکیو، توکیو، مجموعاً ۱۷ مسافر مجروح شدند.
  - انتخابات سراسری ژاپن (۲۰۲۱) برگزار شد.

### نوامبر
- ۱ نوامبر – آیدل ژاپنی، وی‌سیکس منحل می‌شود.[۳۳][۳۴][۳۵]
- ۱۰ نوامبر - کیشیدا، رئیس حزب لیبرال دموکرات توسط امپراتور ناروهیتو به صد و یکمین نخست‌وزیر منصوب شد و دومین کابینه او پس از پیروزی قاطع حزب لیبرال دموکرات (ژاپن) تشکیل شد. -کومیتو ائتلاف در انتخابات عمومی.[۳۶]
- ۳۰ نوامبر ۲۰۲۱ تا ۷ مه ۲۰۲۳ ; ژاپن اولین مورد سویه امیکرون سارس کووید ۲ را که از آفریقای جنوبی شناسایی شد، تأیید کرد. تا ۷ مه ۲۰۲۳، ژاپن ۵۶۵۰۰ مورد مرگ و میر ناشی از امیکرون را گزارش کرده است که کمترین میزان مرگ و میر در مقایسه با کشورهای ثروتمند است.[نیازمند منبع]

### دسامبر
- اول دسامبر – آیکو، شاهدخت توشی (تنها فرزند امپراتور ناروهیتو و ماساکو) در ۲۰ سالگی به بلوغ می‌رسد و بالغ می‌شود. او از پدرش  نشان افتخار تاج گرانبها را دریافت می‌کند.[۳۷][۳۸]
- ۱۷ دسامبر – آتش‌سوزی ۲۰۲۱ ساختمان اوساکا
- ۲۱ دسامبر؛ سه زندانی محکوم به اعدام بودند به دار آویخته شدند، این اولین اعدام بود که پس از ۲ سال انجام شد.[۳۹]
- ۲۵ دسامبر و اولین سرویس خودروی دو حالته، ایستگاه آوا-کاینان به Cape Muroto، طبق گزارش تأیید شده رسمی راه‌آهن از طریق ایستگاه کاننوئورا، خط آساتو، شیکوکو، برای شروع عملیات منظم در جهان در طول دوره کریسمس،
- ۳۱ دسامبر؛ بر اساس گزارش تأیید شده رسمی، سال نو ژاپنی برای اولین بار پس از ۲۰ ماه اول همه‌گیری کووید-۱۹ در ژانویه ۲۰۲۰ و سپتامبر ۲۰۲۱ بازگشته است. با این حال، بسیاری از مردم ژاپن باید از ماسک‌های صورت استفاده کنند. و شب سال نو را بعد از نیمه شب جشن می‌گیرند.